# Arnhold-Mausmaki

Verbreitungsgebiet (rot)

Der Arnhold-Mausmaki (Microcebus arnholdi) ist eine auf Madagaskar lebende Primatenart aus der  Gattung der Mausmakis innerhalb der Gruppe der Lemuren. Die erst 2008 beschriebene Art ist nur aus dem Nationalpark Montagne d’Ambre und dem Naturreservat Forêt d’Ambre an der Nordspitze von Madagaskar nordwestlich des Flusses Irodo bekannt.

## Merkmale
Der Arnhold-Mausmaki ist ein mittelgroßer Mausmaki und erreicht eine durchschnittliche Kopf-Rumpf-Länge von 12,5 cm bei einer Schwanzlänge von 10,6 bis 13,6 cm und einem Durchschnittsgewicht von 45 g. Das Rückenfell ist dunkelbraun, rötlich und grau gemischt, der Schwanz hat einen dunkelbraunen Mittelstreifen, der an der Basis beginnt und ist am Ende dunkelbraun. Das Bauchfell ist weißlich bis cremefarben mit einem gräulichen Unterton. Der Kopf ist rötlich braun, die Schnauze und die Region um die Augen dunkelbraun. Ein weißer Streifen erstreckt sich vom nackten Nasenspiegel bis zwischen die Augen.

## Lebensweise
Der Arnhold-Mausmaki lebt im Bergregenwald. Die genaue Lebensweise der Art wurde bisher nicht näher erforscht. Wie andere Mausmakis wird er nachtaktiv sein und sich vor allem von Insekten und Früchten ernähren. Wegen des kleinen Verbreitungsgebietes gilt er bei der IUCN als stark gefährdet (Endangered).